# Oie de Linda
L'oie de Linda (en russe : линдовская) (anciennement oie de Gorki, горьковская) est une race d'oie domestique originaire des environs de Nijni Novgorod (Gorki du temps de l'URSS) en Russie.

## Histoire et description
Cette oie industrielle est issue de croisements entre l'oie de Chine, les oies locales et l'oie de Solnetchnogorsk. Elle doit son nom au sovkhoze de Linda, près de Nijni Novgorod, où elle a commencé à être produite. Cette race présente des qualités de production plutôt élevées en comparaison des autres races d'oie russes, car elle est très précoce. Son plumage est blanc, parfois gris et pie. Elle présente une grande tête avec une excroissance conique sur le front. Son bec est fort et courbé. Elle possède aussi un grand pli sous le bec (appelé bavette). Son cou est long et ses yeux plutôt grands et ronds à l'iris bleu. Son torse est massif, long et large. Elle a un fanon de graisse entre les pattes.
Le jars pèse en moyenne 7 à 8 kg, parfois plus lorsqu'il est bien engraissé, et la femelle, 6 à 7 kg. Celle-ci pond 45 à 50 œufs par an (de 120-150 grammes) lorsqu'elle est jeune. La femelle peut pondre à l'âge de  200-250 jours. L'instinct de reproduction de cette race est plutôt faible.